# الهارب: كوغورو موري
الهارب: كوغورو موري (باليابانية: 逃亡者・毛利小五郎، بالروماجي: Tōbōsha Mōri Kogorō) هي إحدى الإصدارات الخاصة لأنمي المحقق كونان، صدرت الحلقة في 23 أبريل 2014 فقط على NOTTV عبر الهاتف الخلوي. تم بث هذا العرض الخاص في وقت لاحق على التلفزيون تحت اسم «سنة جديدة سعيدة موري كوغورو» تحتوي على لقطات جديدة.

## القصة
يقول كوغورو موري أنه يطارد من قبل شخص ما، يقول لأزوسا أن لا تخبر أحداً أين هو لكن فم أزوسا ينزلق وتبدأ المطاردة، ويفكر كوغورو في طرق يستطيع فيها الابتعاد عن مطارده.

## سنة جديدة سعيدة كوغورو موري
سنة جديدة سعيدة كوغورو موري (باليابانية: 謹賀新年毛利小五郎، بالروماجي: Kingashin'nen Mōri Kogorō) هي إحدى الإصدارات الخاصة لأنمي المحقق كونان، وهي إعادة إصدار لحلقة «الهارب: كوغورو موري» ولكن ضمن سلسلة حلقات الأنمي على التلفاز، وتضمنت عدة لقطات جديدة عن الإصدار السابق. بثت الحلقة في 3 يناير 2015.